# GIRL-FRIEND
『GIRL-FRIEND』（ガールフレンド）は、1986年7月21日にシングル『BOY-FRIEND』と同時に日本コロムビアからリリースされた、山下久美子の14枚目のシングル。

## 作品概要
前作『FLIP FLOP & FLY』から約1か月でのリリースとなるシングル。スタジオ・アルバムには収録されず、1991年に発売されたベスト・アルバム『Chronologic Singles Side:A Collection』にて初収録かつ初CD化された。
B面の「GIRL-FRIEND (FRENCH VERSION)」は、フランス音楽評論家の永瀧達治が「GIRL-FRIEND」をフランス語に翻訳したもの。1992年にリリースされたベスト・アルバム『Sweet-est』にて初収録かつ初CD化された。

## 収録曲
| 全作曲: 村松邦男、全編曲: 布袋寅泰。 |                                  |            |            |      |
| #                                    | タイトル                         | 作詞       | 作曲・編曲 | 時間 |
| 1.                                   | 「GIRL-FRIEND」                  | 竹花いち子 | 村松邦男   | 3:16 |
| 2.                                   | 「GIRL-FRIEND (FRENCH VERSION)」 | 永瀧達治   | 村松邦男   | 3:15 |
| 合計時間:                            | 合計時間:                        | 合計時間:  | 6:31       |      |